# 571. Volksgrenadier-Division
Die 571. Volksgrenadier-Division war ein Großverband der deutschen Wehrmacht im Zweiten Weltkrieg.

## Geschichte

### Aufstellung
Die Division wurde am 25. August 1944 in der 32. Aufstellungswelle auf dem Truppenübungsplatz Oksbüll bei Esbjerg in Dänemark als Volksgrenadier-Division unter den Befehlshaber der Ersatztruppen aufgestellt. 

### Auflösung durch Umbenennung in 18. VGD
Noch in der Aufstellungsphase befindlich, wurde die Division am 2. September 1944 in die noch nicht aufgestellte 18. Volksgrenadier-Division im Wehrkreis V umbenannt.

## Kommandeur
Es wurde kein Kommandeur ernannt.

## Gliederung
- Grenadier-Regiment 1171 mit zwei Bataillonen, wurde später Grenadier-Regiment 293
- Grenadier-Regiment 1172 mit zwei Bataillonen, wurde später Grenadier-Regiment 294
- Grenadier-Regiment 1173 mit zwei Bataillonen, wurde später Grenadier-Regiment 295
- Artillerie-Regiment 1571 mit vier Abteilungen, wurde später Artillerie-Regiment 1818
- Divisions-Einheiten 1571, wurden später Divisions-Einheiten 1818